# Pseudochromis punctatus
Pseudochromis punctatus, thường được gọi là cá đạm bì lưng đen, là một loài cá biển thuộc chi Pseudochromis trong họ Cá đạm bì. Loài này được mô tả lần đầu tiên vào năm 1970. Từ punctatus trong tiếng Latin nghĩa là "dấu chấm", ám chỉ những chấm đen trên vây lưng và vây hậu môn.

## Phân bố và môi trường sống
P. punctatus phân bố ở phía tây Ấn Độ Dương, chỉ được tìm thấy tại Somalia và đảo Al-Hallaniyah (thuộc quần đảo Khurya Muria của Oman) qua các mẫu vật. P. punctatus thường sống xung quanh những khu vực có nhiều rạn san hô hoặc những mỏm đá ngầm ở độ sâu khoảng 10 – 65 m.

## Mô tả
P. punctatus trưởng thành dài khoảng 10,4 cm. Đầu và thân của P. punctatus có màu xám sẫm; lưng có màu đen; bụng có màu vàng nâu, hồng nhạt hoặc xám trắng. Lưng và bụng được ngăn cách bởi một dải sọc màu vàng nâu. Lưng có nhiều chấm đen, đôi khi cũng có mặt trên vây hậu môn ở một vài cá thể. Nắp mang có đốm đen viền vàng. Loài này có màu sắc tương tự với Pseudochromis pesi.
Số gai ở vây lưng: 3; Số vây tia mềm ở vây lưng: 26; Số gai ở vây hậu môn: 3; Số vây tia mềm ở vây hậu môn: 15; Số vây tia mềm ở vây ngực: 17 - 19; Số đốt sống: 26.
Thức ăn của P. punctatus có lẽ là rong tảo và các sinh vật phù du nhỏ. Thường sống đơn độc hoặc thành đôi vào mùa sinh sản. Không rõ P. punctatus có được đánh bắt để phục vụ cho ngành thương mại cá cảnh hay không.